# Brażkiwka
Brażkiwka (ukr. Бражківка) – wieś na Ukrainie, w obwodzie charkowskim, w rejonie iziumskim. W 2001 liczyła 170 mieszkańców.